# Роџерс (Небраска)
Роџерс (енгл. Rogers) град је у америчкој савезној држави Небраска.

## Демографија
По попису из 2010. године број становника је 95, што је 0 (0,0%) становника више него 2000. године.
| Група             | 2000.      | 2010.      |
| Белци             | 67 (70,5%) | 64 (67,4%) |
| Афроамериканци    | 0 (0,0%)   | 0 (0,0%)   |
| Азијати           | 0 (0,0%)   | 0 (0,0%)   |
| Хиспаноамериканци | 28 (29,5%) | 30 (31,6%) |
| Укупно            | 95         | 95         |